# 6-二甲基氨基嘌呤
6-二甲基氨基嘌呤（也称N6,N6-二甲基腺嘌呤，m62A）是一种含氮杂环有机化合物，化学式为C7H9N5，是rRNA的特殊组成碱基，也是嘌呤黴素的降解产物。